# 요코야마촌 (야마구치현)
요코야마촌(横山村)은 야마구치현 구가군에 설치되었던 촌이다. 현재의 이와쿠니시에 해당한다.

## 역사
- 1889년 4월 1일 - 정촌제 시행에 의해 요코야마촌, 가와니시촌, 히라타촌의 구역을 가지고 성립하였다.
- 1905년 4월 1일 - 이와쿠니정과 합병해 새로운 이와쿠니정이 성립 동일 요코야마촌은 폐지되었다.

## 교통

### 철도
현재는 구촌지역에 니시키가와철도 니시키가와선 가와니시역이 소재하지만 당시엔 미개통

## 참고문헌
- 角川日本地名大辞典 35 山口県